# Kerker
Kerker (àrab: كركر, Karkar) és una ciutat del Sahel tunisià, a la governació de Mahdia, situada a una trentena de quilòmetres de Sussa, entre M'saken i El Jem, per sobre de la carretera RN1. Constitueix una municipalitat que tenia 7.467 habitants el 2014. Depèn, com a sector, de la delegació de Bou Merdes. Al seu terme municipal es troben els llocs de Zerata, Bouhlel Ali Nord, Bouhlel Ali Sud, Melahma i l'Ouadbia, que també són sectors de la delegació de Bou Merdes.

## Situació
La ciutat està dividida en dos: Kerker Village, situada sobre la RN1, i Kerker Gare, situada a la carretera de Mahdia, a uns dos quilòmetres de la RN1. La ciutat es caracteritza per la seva situació estratègica, ja que és la porta d'entrada de la governació de Mahdia pel costat nord, la qual cosa la fa propera a les governacions de Sussa i de Monastir.

## Administració
És el centre de la municipalitat o baladiyya homònima, amb codi geogràfic 33 19 (ISO 3166-2:TN-12).
Al mateix temps, forma sis sectors o imades, Kerker (33 52 53), Zerata (33 52 54), Bouhlale El Ali Sud (33 52 57) i Bouhlale El Ali Nord (33 52 58), dins de la delegació o mutamadiyya de Boumerdès (33 52).